# 松林店镇
松林店镇，是中华人民共和国河北省保定市涿州市下辖的一个乡镇级行政单位。

## 行政区划
松林店镇下辖以下地区：
三义路社区、史家庄村、念疃村、松林店村、房一村、房二村、房三村、房四村、夏辛店村、太和庄村、楼桑庙村、史各庄村、张沉村、苍牛屯村、北泽畔村、义和店村、熨斗店村、祝村、艾潮村、韩村、官立庄村、东阳屯村、黄家屯村、贾家庄村、南马村、北马村、常村、碑资村、榆林村、西庄头村、杨康村、歧沟村和孙家町村。

## 交通
- 京广铁路：松林店站